# 2024年1月6日波克羅夫斯克導彈襲擊

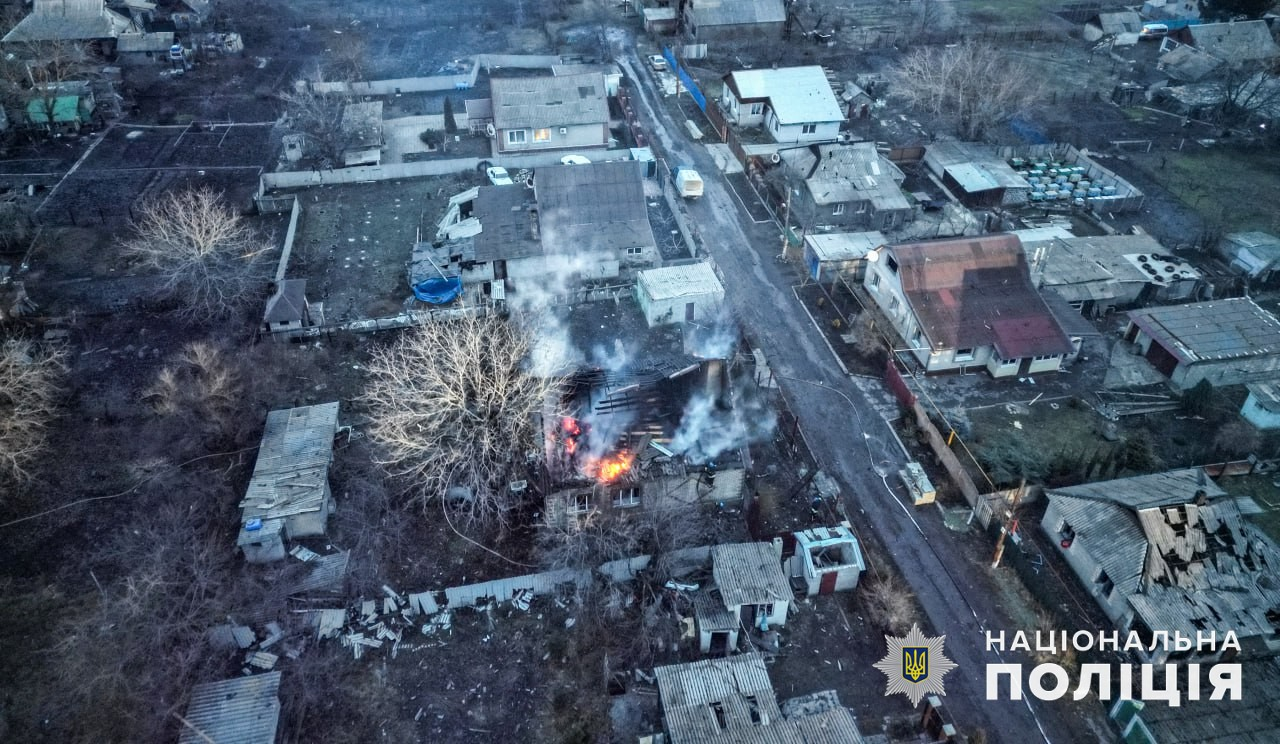
因襲擊而被毁的房屋

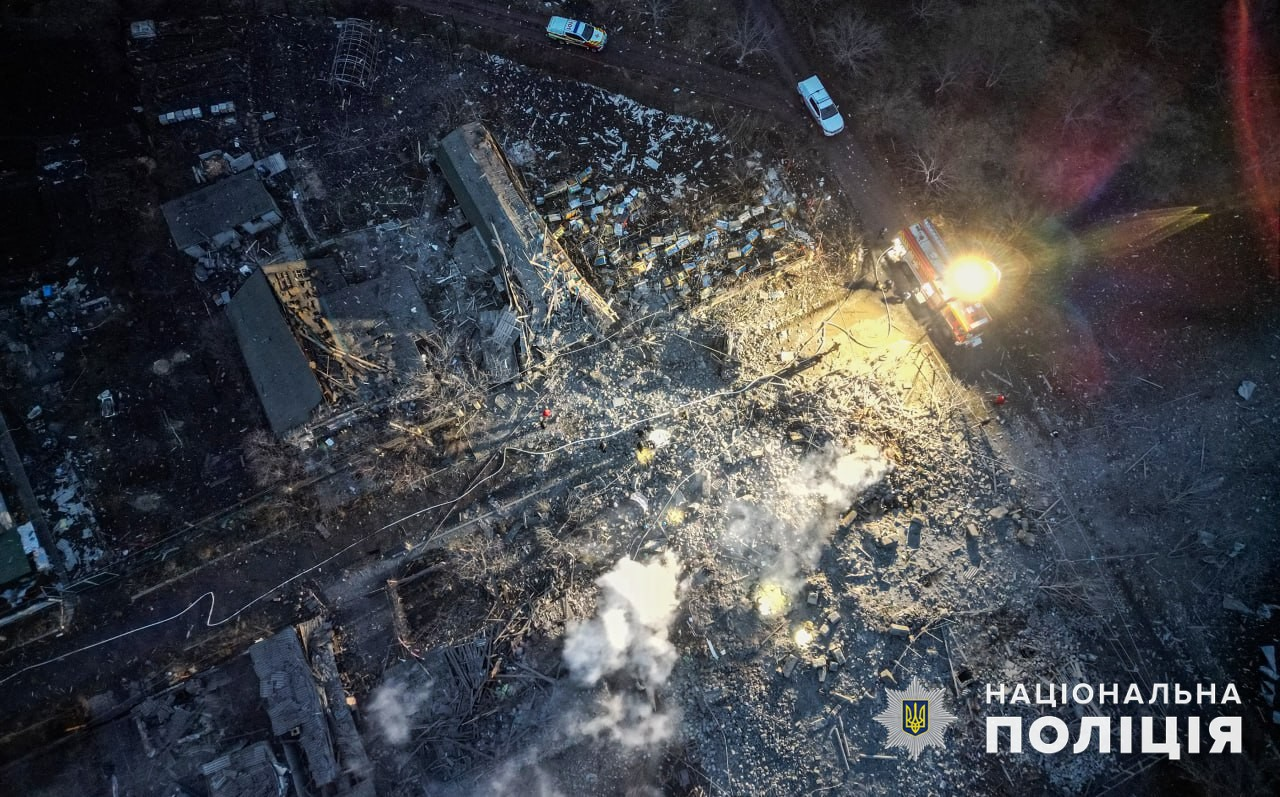
變成頹垣敗瓦的房屋

2024年1月6日下午3点左右，俄羅斯聯邦武裝力量向乌克兰东部顿涅茨克州波克羅夫斯克的一栋居民楼发射了一枚S-300导弹，造成12人死亡，其中包括6名儿童。